# Adhémar Péchadre
Adhémar Hippolyte Elie Péchadre, né le 23 août 1862 à Juillac (Corrèze) et mort le 19 mars 1925  à Monte-Carlo (Monaco), est un homme politique français.

## Biographie
Il est le fils de Antoine Camille et dame Françoise Zélie Marie Breuil. Exerçant comme médecin, il publie, en 1889, un ouvrage : De la trépanation dans les épilepsies jacksoniennes non traumatiques, et parallèlement 
est affecté comme médecin au 154e puis 162e et enfin au 157e régiment d'infanterie. En 1897 il est affecté à l'hôpital du camp de Châlons et c'est à partir de cette date qu'il s'attache à la région de la Champagne. Il est élu député de la Marne aux élections législatives françaises de 1914, 3 mois avant le début de la Première Guerre mondiale durant laquelle il est mobilisé comme  médecin-major de 1er classe, en premier lieu au gouvernement militaire de Paris, puis au ministère de la Marine. La guerre et ses obligations militaires le tiennent éloigné de la tribune de l’Assemblée nationale durant la majeure partie de la législature 1914-1919, et il n’interviendra pour la première fois à la tribune que le 10 juillet 1918.[réf. souhaitée]

## Vie politique
Il est conseiller général puis il est député de la Marne de 1906 à 1919, inscrit au groupe radical-socialiste et intervenant souvent sur les questions budgétaires. Il est , de plus, membre de la commission de la législation fiscale, de celle des usines hydrauliques, et de celle des travaux publics et des chemins de fer. Sa formation de médecin le pousse à s'intéresser aux problèmes sanitaires et sociaux. En tant que corrézien, il prend part aux questions viticoles et participe  à la délimitation de l'appellation Champagne en 1911.
Pendant la Grande Guerre, il siège successivement, au cours de cette législature, à la commission de réparation des dommages causés par les faits de guerre en 1915, à celle des mines en 1917, à celle enfin chargée d'examiner les pièces concernant la condamnation prononcée contre Louis Malvy ministre et député du Lot.[réf. nécessaire]

## Œuvre
- Adhémar Péchadre, De la trépanation dans les épilepsies jacksoniennes non traumatiques, J. Gallet, 1889, 112 p. (lire en ligne)

## Décorations
- Chevalier de la Légion d'honneur[2]

## Sources
- « Adhémar Péchadre », dans le Dictionnaire des parlementaires français (1889-1940), sous la direction de Jean Jolly, PUF, 1960 [détail de l’édition]
- Reims et la Marne, almanach de la guerre, Matot, Jules, 1916 sur Gallica
- sur la base Sycomore de l'Assemblée.